# 1889 no Brasil
Esta é uma cronologia dos principais fatos ocorridos no ano de 1889 no Império do Brasil (1822-1889).

## Incumbentes
- Imperador - D. Pedro II (1831–14 de novembro de 1889)
- Presidente do Brasil - Manuel Deodoro da Fonseca (15 de novembro de 1889 – 23 de novembro de 1891)

## Eventos
- 15 de julho - Pedro II, imperador do Brasil, escapa de um atentado ao sair de uma apresentação teatral no Rio de Janeiro.[1]
- 26 de agosto - Campo Grande, a capital do estado de Mato Grosso do Sul, é fundada.
- 15 de novembro - O exército do Marechal Manuel Deodoro da Fonseca aplica um Golpe de Estado em que depõe o imperador Pedro II e declara a proclamação da República brasileira.[2][3]
- 15 de novembro - Manuel Deodoro da Fonseca torna-se o primeiro presidente do Brasil.
- 16 de novembro - Coronel Luiz Jucá torna pública a adesão do Ceará à forma republicana, e assume como chefe provisório do Poder.[4]
- 17 de novembro - A família imperial brasileira parte para o exílio em Paris, na França.[5]
- 18 de novembro - Juramento do governo provisório do Ceará perante a Câmara Municipal de Fortaleza.[4]
- 19 de novembro - O governo provisório brasileiro baixa os primeiros decretos, regulamentando a bandeira, o brasão de armas, o hino e o selo nacionais.
- 20 de novembro - A Argentina torna-se a primeira nação a reconhecer o novo governo de Deodoro da Fonseca.
- 1 de dezembro - O tenente coronel Luiz Antônio Ferraz assume o exercício de Governador Provisório do Estado do Ceará, nomeado pelo Governo Federal.[4]
- 24 de dezembro - Custódio Alves dos Santos assume a chefia da Polícia do Estado do Ceará.[4]
- 30 de dezembro - Entra em vigor o decreto nº 107 do Governo Provisório, dando poder aos governadores dos estados de dissolverem as câmaras municipais e reorganizarem os respectivos serviços.[4]

## Nascimentos
- 5 de abril - Vicente Joaquim Ferreira Pastinha (m. 1981)
- 20 de agosto - Cora Coralina (m. 1985)

## Mortes
- 21 de outubro - Irineu Evangelista de Sousa, Visconde de Mauá (n. 1813)
- 28 de dezembro - Teresa Cristina, Imperatriz consorte (n. 1822)